# 미나토강 전투
미나토강 전투(일본어: 湊川の戦い 미나토가와노타타카이[*])는 일본 남북조시대 1336년 7월 4일(음력 5월 25일), 셋츠국 미나토강(오늘날의 효고현 고베시)에서, 규슈에서 동상해온 아시카가 형제의 군세와 그에 맞서 영격한 고아디고 천황 측의 닛타・쿠스노키군 사이에서 벌어진 전투다. 타타라하마 전투에서 군세를 모은 아시카가 세력은 미나토강에서 근황군을 수륙으로 협공했다. 포위된 근황군은 대패하여 대장 쿠스노키 마사시게가 사망하고 아시카가의 교토 입성을 허용했다.

## 같이 보기
- 태평기